# Толстая, Мария Николаевна (1830)
Графиня Мария Николаевна Толстая (7 марта 1830 или 19 марта 1830, Ясная Поляна, Тульская губерния, Российская империя — 6 апреля 1912, Шамординский монастырь, Калужская губерния, Российская империя) — единственная сестра Льва Николаевича Толстого, схимонахиня.

## Биография
Мария Николаевна Толстая родилась 7 марта 1830 года в Ясной Поляне и была названа в честь матери, которая умерла через полгода после её рождения. После смерти матери Мария Николаевна была воспитана своей бабушкой графиней Пелагеей Николаевной Толстой, тётками по линии отца: Александрой Ильиничной и Пелагеей Ильиничной и двоюродной тёткой Татьяной Александровной Ёргольской. Рано осиротев, братья Толстые баловали младшую сестру, однако особые отношения у неё сложились с Львом Николаевичем, переписка их охватывает десятилетия, который в своих письмах неизменно обращался к ней «Дорогой друг мой Машенька». Мария Николаевна является прототипом Любочки в автобиографической трилогии Толстого «Детство» — «Отрочество» — «Юность».
В ноябре 1847 года Мария Николаевна 17-летней девушкой была выдана замуж за своего троюродного брата графа Валериана Петровича Толстого (1813—1865), который был старше её на 17 лет. Жила в его имении Покровское Чернского уезда Тульской губернии (в 80 км от Ясной Поляны).
В браке родились четверо детей:
- Петр (родился и умер в 1849)
- Варвара (1850—1921) — в браке с Николаем Михайловичем Нагорновым (1845—1896), в 1870-х годы заведовавшим издательскими делами Льва Толстого и в 1880-х годы бывшим членом Московской городской управы, родила 7 детей.
- Николай (1850—1879) — был женат на дочери тульского губернского архитектора Надежде Фёдоровне Громовой, умер от тифа.
- Елизавета (1852—?) — в браке с князем Леонидом Дмитриевичем Оболенским (1844—1888), бывшим в 1880-х годы казначеем Московской городской управы, родила 7 детей. Сын Николай (1872—1934) был женат первым браком на Марии Львовне Толстой (1871—1906), дочери Льва Толстого.

24 октября 1854 года вместе с мужем Мария Николаевна познакомилась с Иваном Сергеевичем Тургеневым в один из его приездов в Спасское-Лутовиново. Впоследствии между ними возникает нечто вроде романтической увлечённости. В письме Льву Николаевичу Толстому из Покровского их брат Николай Николаевич в ноябре-декабре 1854 года отмечал: «Письмо Маши очень мило, потому что она пишет, что чувствует, она теперь под влиянием знакомства с Тургеневым, который её очаровал…». Иван Сергеевич часто приезжал в Покровское с ружьём и собакой поохотиться, по нескольку дней гостил во флигеле, читал Марии Николаевне свои произведения. У Тургенева была легавая собака Булька, которая очень нравилась Толстой, и Иван Сергеевич подарил ей такую же, названную Бубулькой. Иван Сергеевич посвятил Марии Николаевне повесть «Фауст», где она выведена под именем Верочки и описывалась следующим образом:

…я вижусь с ней часто, она мне нравится чрезвычайно… да кому бы она не понравилась?.. Удивительное создание! Проницательность мгновенная рядом с неопытностью ребёнка, ясный здравый смысл и врождённое чувство красоты, постоянное стремление к правде, к высокому, и понимание всего, даже порочного, даже смешного — над всем этим, как белые крылья ангела, тихая женская прелесть… Мы много читали, много толковали с ней в течение этого месяца. Читать с ней — наслаждение, которого я ещё не испытывал.
Брак с Валерианом Петровичем Толстым был неудачным — муж ей постоянно изменял, умер маленький сын Петр. В 1857 году, после десяти лет брака, Мария разошлась с мужем, забрав с собой детей уехала за границу. В Швейцарии Толстая познакомилась с виконтом Гектором де Кленом (1831—1873), в 1863 году у неё родилась внебрачная дочь Елена Сергеевна (отчество получила от крестного отца графа Сергея Николаевича Толстого, вышла замуж за Ивана Васильевича Денисенко (1851—1916), председателя департамента Судебной палаты в Новочеркасске, 2 детей). В течение многих лет Мария Николаевна разрывалась между Россией и заграницей, один тяжелый период сменялся другим: в 1879 году от тифа умер сын Николай. Последним утешением для Марии Николаевны стала вера, и все чаще стала задумываться об уходе от мирской суеты.

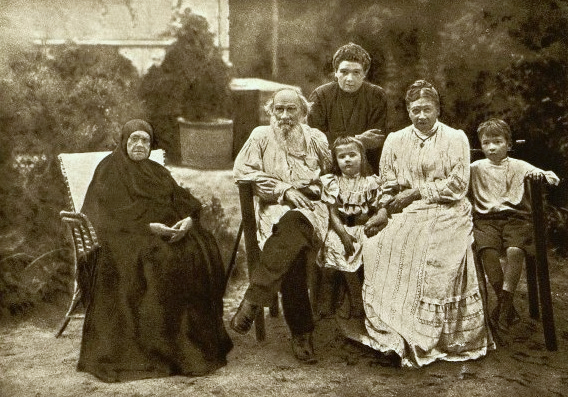
Мария Толстая (крайняя слева) с семьей брата в Ясной Поляне в 1900-е годы

Посетив в 1889 году Оптину Пустынь и познакомившись со старцем Амвросием, Толстая решила уйти в монастырь. Постриг она приняла в 1891 году. В 1890-е годы Лев Николаевич часто посещал сестру, поселившуюся в Шамординском монастыре. К этому времени его увлечение православием закончилось, и он довольно насмешливо и малоуважительно относился к новой жизни Марии Николаевны. Он был убежден, что быть монахом (или монахиней) — это находиться в постоянном безделье. Между тем наряду с молитвами, Мария каждодневно занималась физическим трудом и благотворительностью, посещала больных и убогих в богадельнях, участвовала в воспитании сирот в местном приюте, обладая прекрасным музыкальным вкусом, помогала регенту монастырского хора.
Отлучение Толстого от церкви в 1901 году Мария Николаевна переживала очень тяжело. До последних дней жизни своего брата она не оставляла попыток привести его к покаянию. После своего ухода из дома 12 ноября 1910 года Лев Николаевич поехал именно к сестре, в Шамордино. Она уговорила его исповедоваться, и он не возражал. Однако ранним утром, не попрощавшись с сестрой, Толстой уехал с дочерью Александрой в Козельск. Сестра и брат виделись в последний раз. Мария Николаевна Толстая пережила Льва Николаевича на два года, за день до смерти приняв схиму. Она умерла 6 апреля 1912 года в Шамординсом монастыре от катаральной бронхопневмонии и была похоронена на монастырском кладбище, недалеко от своей кельи и Троицкого храма.
Усадебный дом в Покровском, где жила семья Марии Николаевны, с 2001 года служит филиалом музея-усадьбы «Ясная Поляна».